# بطولة العالم للاسكواش للرجال 2014
قالب:معلومات بطولة إسكواش
بطولة العالم للاسكواش للرجال 2014 هي النسخة الرجالية لبطولة العالم للاسكواش لعام 2014 والتي تعد بمثابة بطولة العالم الفردية للاعبي الاسكواش. أقيم هذا الحدث في الدوحة عاصمة قطر في الفترة من 14 إلى 21 نوفمبر 2014. فاز رامي عاشور بلقبه الثالث في بطولة العالم للاسكواش بفوزه على محمد الشوربجي في المباراة النهائية.

## الجوائز المالية ونقاط التصنيف
بالنسبة لعام 2014 بلغت قيمة الجوائز المالية 325 ألف دولار أمريكي. الجوائز المالية ونقاط التصنيف هي كما يلي:
| الحدث           | البطل  | الوصيف | النصف النهائي | الربع النهائي | الدور الثالث | الدور الثاني | الدور الأول |
| النقاط          | 2890   | 1900   | 1155          | 700           | 410          | 205          | 125         |
| الجوائز المالية | 45,600 | 28,500 | 17,100        | 9,975         | 5,700        | 2,850        | 1,425       |

## التصنيف
1. غريغوري غوتييه (النصف النهائي)
2. محمد الشوربجي (الوصيف)
3. نيك ماثيو (النصف النهائي)
4. رامي عاشور (البطل)
5. عمرو شبانة (الربع النهائي)
6. بورخا غولان (الربع النهائي)
7. بيتر باركر (الدور الثاني)
8. داريل سيلبي (الدور الأول)
9. عمر مسعد (الدور الثالث)
10. طارق مؤمن (الدور الثالث)
11. سيمون روسنر (الدور الثالث)
12. ميغيل أنخيل رودريغيز (الدور الثالث)
13. مروان الشوربجي (الدور الثاني)
14. سوراف غوسال (الدور الثالث)
15. كريم عبد الجواد (الدور الثاني)
16. ماتيو كاستانييت (الدور الثاني)